# Нешканське сільське поселення
Нешканське сільське поселення (рос. Нешканское сельское поселение) — муніципальне утворення в складі Чукотського району Чукотського автономного округу Російської Федерації. Адміністративний центр — село Нешкан. Станом на 1 січня 2009 року на території сільського поселення проживало 720 осіб.